# Nulldurchgang
Als Nulldurchgang, (engl. Zero Crossing), wird eine Nullstelle mit Vorzeichenwechsel bezeichnet.
Bei periodischen Vorgängen (z. B. Sinus-, Rechteck-, Dreieck-, Sägezahnspannung ohne überlagerte Gleichspannung) kann eine konstante, geradzahlige Anzahl von Nulldurchgängen je Periode angegeben werden.

Nulldurchgang eines Sinus; hier in engl. als zero crossing bezeichnet

Eine Sinusspannung hat zwei Nulldurchgänge pro Periode:
- zum Zeitpunkt {\displaystyle \!\,t_{1}=t} (zum Beispiel zum Zeitpunkt {\displaystyle t=0})
- nach einer halben Periode, bei {\displaystyle t_{2}=t+{\frac {1}{2\cdot f}}} (mit f = Frequenz des Signals)

Nach einer vollständigen Periode, bei {\displaystyle t_{3}=t+{\frac {1}{f}}} findet dann ein Nulldurchgang statt, welcher der nächsten Periode zuzuordnen ist.
Der Nulldurchgang eines Signals ist beispielsweise in der elektronischen Messtechnik als Trigger oder in der Schaltungstechnik beim Schalten kapazitiver Lasten von Bedeutung. Bei der Demodulation der Frequenzumtastung kann der Nulldurchgang als einfaches, fehleranfälliges Verfahren angewendet werden.